# 高原景天
高原景天（学名：Sedum przewalskii）是景天科景天属的植物。分布在中国大陆的四川、甘肃、西藏、云南、青海等地，生长于海拔2,400米至5,400米的地区，多生长在高山坡干草地或岩石上，目前尚未由人工引种栽培。